# Xi Shun
Bao Xi Shun (en chino, 鲍喜顺; Ulanhad, 2 de noviembre de 1951) es un granjero chino de 2,36 m de estatura, quien fue reconocido hasta el año 2009 como el Hombre más alto del mundo según el Libro Guinness de los Récords. Calza un 87 de pie y pesa 117 kilos. Su sucesor es Sultan Kösen.
Shun estuvo en San Pablo (Brasil) en el Día Mundial de los Récords, el día 9 de noviembre de 2006. Leonid Stadnyk (2,57 m), que sufría de gigantismo, motivo por el cual no fue reconocido por el Libro Guinness de los Récords, hasta el mes de agosto de 2007, le arrebató el título a Xi hasta agosto de 2008, cuando el título volvió a manos del chino, al negarse el ucraniano a ser medido por los inspectores del Guinness según la nueva normativa.
Xi Shun contrajo matrimonio en marzo de 2007; su esposa, Xia Shujuan, mide 1,68 metros. En noviembre de 2008 nació su primer hijo.